# Campeonato Mundial de Atletismo em Pista Coberta de 2010 - Revezamento 4x400 m feminino
A prova dos 4x400 metros feminino do Campeonato Mundial de Atletismo em Pista Coberta de 2010 foi disputada no dia 14 de março no ASPIRE Dome, em Doha.

## Recordes
Antes desta competição, os recordes mundiais e do campeonato nesta prova eram os seguintes:
| Tipo                  | Atleta | Tempo   | Local     | Data                  |
| --------------------- | ------ | ------- | --------- | --------------------- |
|                       | Rússia | 3:23.37 | Glasgow   | 28 de janeiro de 2006 |
| Recorde do campeonato | Rússia | 3:23.88 | Budapeste | 7 de março de 2004    |

## Medalhistas
| Ouro                                                                             | Prata                                                                             | Bronze                                                                     |
| Estados Unidos · Debbie Dunn · Deedee Trotter · Natasha Hastings · Allyson Felix | Chéquia · Denisa Rosolová · Jitka Bartoničková · Zuzana Bergrová · Zuzana Hejnová | Reino Unido · Kim Wall · Vicki Barr · Perri Shakes-Drayton · Lee McConnell |

## Resultados

### Final
Estes são os resultados da final:
| Pos.              | Equipe                                                                                      | Tempo   | Notas                |
| ----------------- | ------------------------------------------------------------------------------------------- | ------- | -------------------- |
| Medalha de ouro   | Estados Unidos · Debbie Dunn · Deedee Trotter · Natasha Hastings · Allyson Felix            | 3:27.34 | Recorde da temporada |
| DSQ               | Rússia · Svetlana Pospelova · Natalya Nazarova · Kseniya Vdovina · Tatyana Firova           | 3:27.44 | Doping               |
| DSQ               | Jamaica · Bobby-Gaye Wilkins · Clora Williams · Davita Prendergast · Novlene Williams-Mills | 3:28.49 | Doping               |
| Medalha de prata  | Chéquia · Denisa Rosolová · Jitka Bartonicková · Zuzana Bergrová · Zuzana Hejnová           | 3:30.05 | Recorde da temporada |
| Medalha de bronze | Reino Unido · Kim Wall · Vicki Barr · Perri Shakes-Drayton · Lee McConnell                  | 3:30.29 | Recorde da temporada |

Legenda
| Recorde mundial       | Recorde mundial (World record)               |                       | Recorde africano                      | Recorde africano (African) |                                           | Q | Classificado por posição (Qualified) |
| Recorde do campeonato | Recorde do campeonato (Championship record)  | Recorde da América    | Recorde da América (Americas)         | q                          | Classificado por melhor tempo (Qualified) |   |                                      |
| Melhor marca do ano   | Melhor marca do ano (World leading)          | Recorde asiático      | Recorde asiático (Asian)              | DNS                        | Não largou (Did not start)                |   |                                      |
| Recorde nacional      | Recorde nacional (National record)           | Recorde europeu       | Recorde europeu (European)            | DNF                        | Não terminou (Did not finish)             |   |                                      |
| Recorde pessoal       | Recorde pessoal do atleta (Personal best)    | Recorde da Oceania    | Recorde da Oceania (Oceania)          | DSQ / DQ                   | Desclassificado (Disqualified)            |   |                                      |
| Recorde da temporada  | Recorde da temporada do atleta (Season best) | Recorde sul-americano | Recorde sul-americano (South America) | NM                         | Sem marca (No mark)                       |   |                                      |